# Cuphea carthagenensis
La escobilla, Cuphea carthagenensis, es una especie de pequeño arbusto de la familia Lythraceae nativo de México.  

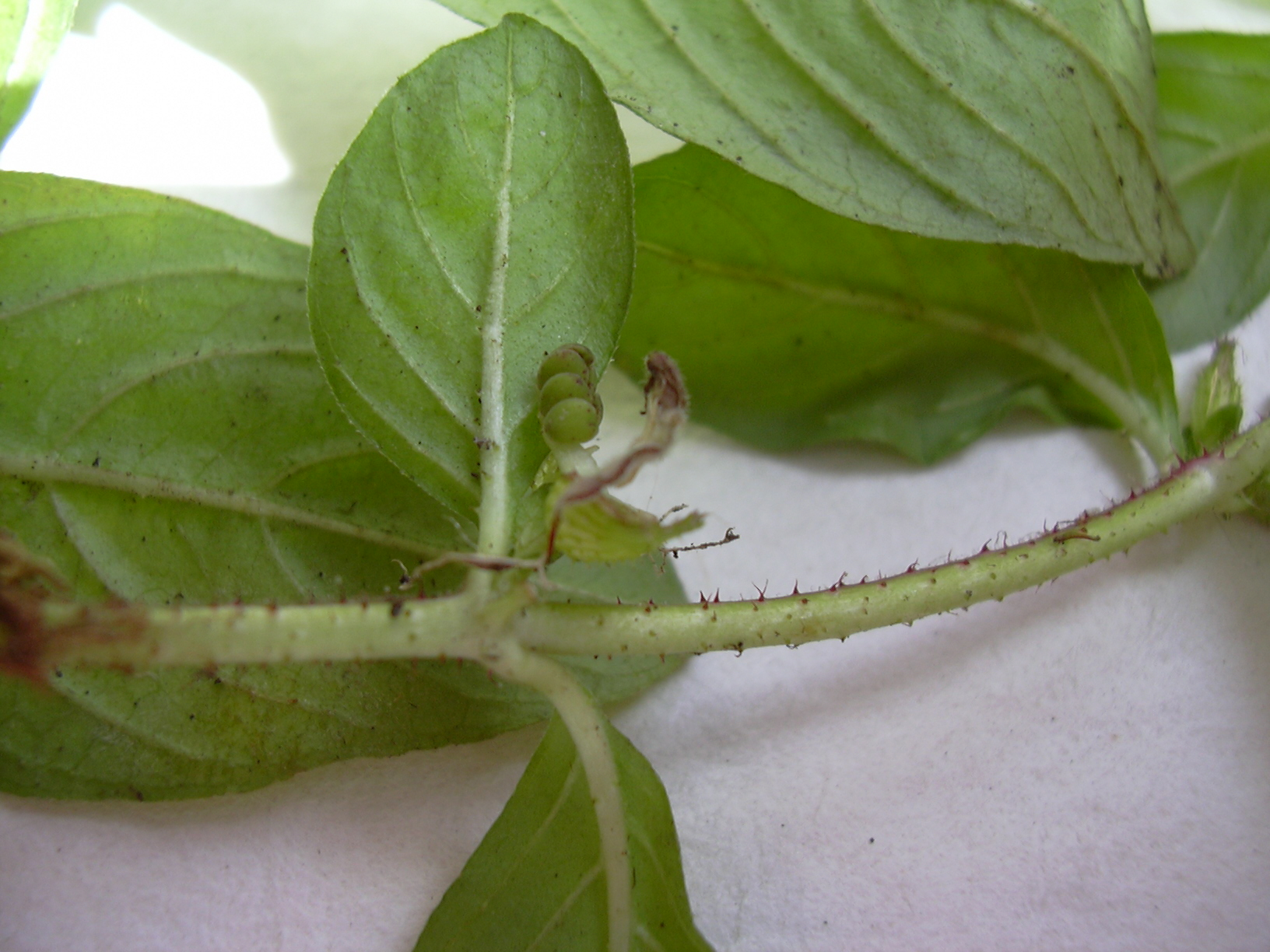
Detalle de la planta

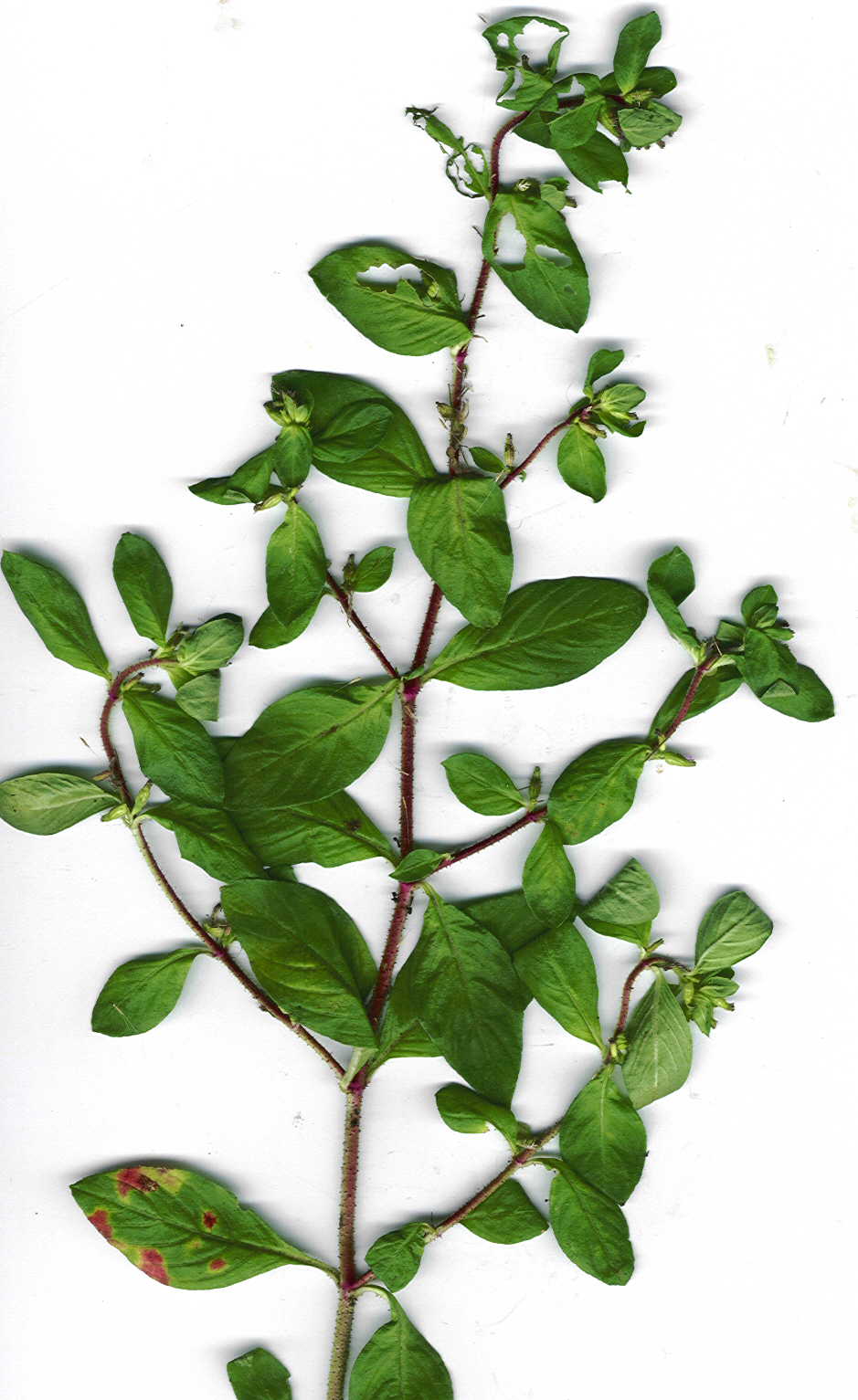
Vista de la planta

## Descripción
Es una  planta perenne de vida corta, herbácea a sufruticosa, que alcanza un tamaño de 20–80 cm de alto, alternadamente muy ramificada, ramas frecuentemente tan largas como el tallo principal u ocasionalmente no ramificadas, tallos ligeramente geniculados, entrenudos mayormente iguales o más cortos que las hojas subyacentes. Hojas sésiles, o con pecíolos 1–10 mm de largo en la parte inferior del tallo; láminas elípticas a lanceoladas u ovadas, hasta 40 mm de largo y 20 mm de ancho en la parte inferior del tallo, hojas de las ramas secundarias frecuentemente 2–3 veces más pequeñas que las del tallo principal, gradualmente reducidas a brácteas de las inflorescencias, ápice agudo, base atenuada. Inflorescencias racimos foliados, flores 1–4 por nudo, inconspicuas, pedicelos 0–2 mm de largo; tubo floral 4–7 mm de largo con un espolón corto y descendiente, lobos del cáliz iguales, setas erectas esparcidas en las costillas de la parte superior del tubo, el resto del tubo glabro, ampliamente abultado cuando en fruto, 3 mm de ancho, la boca fuertemente contraída; pétalos 6, subiguales, 1–2 mm de largo, morados; estambres 11, profundamente incluidos; nectario erecto, agrandado en el ápice o lingüiforme. Semillas 3–6, orbiculares a elípticas, 1–2.5 mm de largo y 0.75–2 mm de ancho, rodeadas por un margen delgado, plano y pálido.

## Distribución
Se distribuye desde el sureste de Estados Unidos a Argentina. Presente en climas cálido y semicálidos entre los 90 y los 1800 m s. n. m. Crece a orillas de caminos, asociada a vegetación perturbada de bosques tropicales caducifolios, subcaducifolios y perennifolios, además en la zona de transición entre el bosque tropical y el bosque mesófilo de montaña.

## Medicina popular
Su uso consiste en desinflamar el cuerpo; interviene en el tratamiento de hemorroides y como analgésico en el dolor de cabeza.

## Taxonomía
Cuphea carthagenensis fue descrita por (Jacq.) J.F.Macbr. y publicado en Publications of the Field Museum of Natural History, Botanical Series 8(2): 124. 1930.
Sinonimia
- Balsamona pinto Vand.
- Cuphea balsamona Cham. & Schltdl.
- Cuphea divaricata Pohl ex Koehne
- Cuphea pinto Koehne
- Lythrum carthagenense Jacq.
- Parsonsia balsamona (Cham. & Schltdl.) Standl.
- Parsonsia pinto (Vand.) A.Heller[1][3]